# II. třída okresu Kladno
II. třída okresu Kladno (Okresní přebor II. třídy) patří společně s ostatními druhými třídami mezi osmé nejvyšší fotbalové soutěže v Česku. Je řízena Okresním fotbalovým svazem Kladno. Hraje se každý rok od léta do jara se zimní přestávkou. Účastní se ji 14 týmů z okresu Kladno, každý s každým hraje jednou na domácím hřišti a jednou na hřišti soupeře. Celkem se tedy hraje 26 kol. Vítězem se stává tým s nejvyšším počtem bodů v tabulce a postupuje do I.B třídy Středočeského kraje - skupiny A. Poslední dva týmy sestupují do III. třídy okresu Kladno. Do II. třídy vždy postupuje vítězný tým z každé ze dvou skupin III. třídy (skupiny A a B).

## Vítězové
| Ročník    | Vítězný tým      |
| --------- | ---------------- |
| 1996/1997 | FC Koleč         |
| 1997/1998 | TJ Sokol Hrdlív  |
| 1998/1999 |                  |
| 1999/2000 |                  |
| 2000/2001 |                  |
| 2001/2002 |                  |
| 2002/2003 |                  |
| 2003/2004 | AFK Tuchlovice   |
| 2004/2005 | TJ Sokol Lidice  |
| 2005/2006 | SK Kročehlavy    |
| 2006/2007 | SK Sokol Braškov |

| Ročník    | Vítězný tým                |
| --------- | -------------------------- |
| 2007/2008 | SK Doksy                   |
| 2008/2009 | Sokol Hostouň              |
| 2009/2010 | TJ SK Hřebeč               |
| 2010/2011 | TJ Novoměstský Kladno      |
| 2011/2012 | TJ Unhošť                  |
| 2012/2013 | Sokol Jedomělice           |
| 2013/2014 | SK Zlonice                 |
| 2014/2015 | SK Baník Libušín           |
| 2015/2016 | TJ Sokol Klobuky v Čechách |
| 2016/2017 | Sokol Hostouň B            |
| 2017/2018 | SK Vinařice                |

| Ročník    | Vítězný tým       |
| --------- | ----------------- |
| 2018/2019 | SK Velké Přítočno |
| 2019/2020 | TJ Baník Švermov  |
| 2020/2021 | -----             |
| 2021/2022 | Sokol Vraný       |
| 2022/2023 | FC Slavoj Kladno  |
| 2023/2024 | Sokol Jedomělice  |
| 2024/2025 | Sokol Jedomělice  |